# 中川翔子のGサイエンス!
『KYOCERA近未来story 中川翔子のGサイエンス!』（きょうセラ きんみらいストーリー なかがわしょうこのギザサイエンス）は、2007年10月6日から2009年3月28日（3月27日深夜）までニッポン放送で放送されていたバラエティ番組である。京セラの一社提供。

## 概要
科学の研究をしている大学生や大学院生をスタジオに招き、パーソナリティの中川翔子が彼らから話を伺っていた番組。中川は、2058年の世界にあるという「財団法人ギザサイエンス研究所」の新人所員という設定で出演していた。番組の冒頭と終盤には、放送作家の正岡謙一郎がギザサイエンス研究所の博士という設定で登場し、学生を紹介したりクレジットを読み上げたりしていた。土曜0:10枠（金曜24:10枠）で放送されていた頃には、毎回0:35頃から中川によるフリートークが行われていた。
プロ野球ナイター中継『ニッポン放送ショウアップナイター』が延長した場合には放送休止になることがあった。実際に、2007年10月13日・10月20日にはクライマックスシリーズ中継の影響で休止になった。また、同年12月1日にも北京オリンピック最終予選中継のため、2008年2月23日にも『俺たちのオールナイトニッポン40時間スペシャル』放送のために休止になった。
2007年12月29日には21時からの1時間スペシャルを実施した。2008年4月からはKBS京都とラジオ大阪と九州朝日放送でも放送されるようになった。

## 放送局
| 放送局       | 系列    | 放送日時                                                                       | 放送期間                                                                                 | 備考   |
| ------------ | ------- | ------------------------------------------------------------------------------ | ---------------------------------------------------------------------------------------- | ------ |
| ニッポン放送 | NRN系列 | 土曜 21:30 - 22:00 土曜 0:10 - 0:40 （金曜深夜） 土曜 0:30 - 1:00 （金曜深夜） | 2007年10月6日 - 2008年3月29日 2008年4月5日 - 2008年9月27日 2008年10月4日 - 2009年3月28日 | 製作局 |
| KBS京都      | NRN系列 | 土曜 0:30 - 1:00 （金曜深夜）                                                  | 2008年4月5日 - 2009年3月28日                                                             |        |
| ラジオ大阪   | NRN系列 | 火曜 23:30 - 翌0:00                                                            | 2008年4月8日 - 2009年3月31日                                                             |        |
| 九州朝日放送 | NRN系列 | 金曜 0:00 - 0:30 （木曜深夜）                                                  | 2008年4月11日 - 2009年4月2日                                                             |        |